# Per sempre (Lowlow e Sercho)
Per Sempre è un album in studio collaborativo dei rapper italiani Lowlow e Sercho, pubblicato l'8 giugno 2013 dalla Honiro.
La collaborazione nasce dal fatto che i due sono membri del collettivo NSP.

## Tracce
1. NSPQR – 2:40
2. Per sempre (feat. Maite) – 3:13
3. Basquiat – 3:03
4. Rock and rolla (feat. Luca J) – 3:31
5. Io me & me stesso – 3:52
6. Boogieman (feat. Mostro) – 3:17
7. Long Island – 3:17
8. Saluta il cattivo – 2:53
9. Rose nere (feat. Luchè) – 4:26
10. Raw Diamonds – 2:48
11. Le solite canzoni (feat. Briga) – 4:02
12. Skinny & vans – 3:36
13. Honiro monster track (feat. Gemitaiz, Briga, Luca J, MadMan)